# Nevşehir (prowincja)

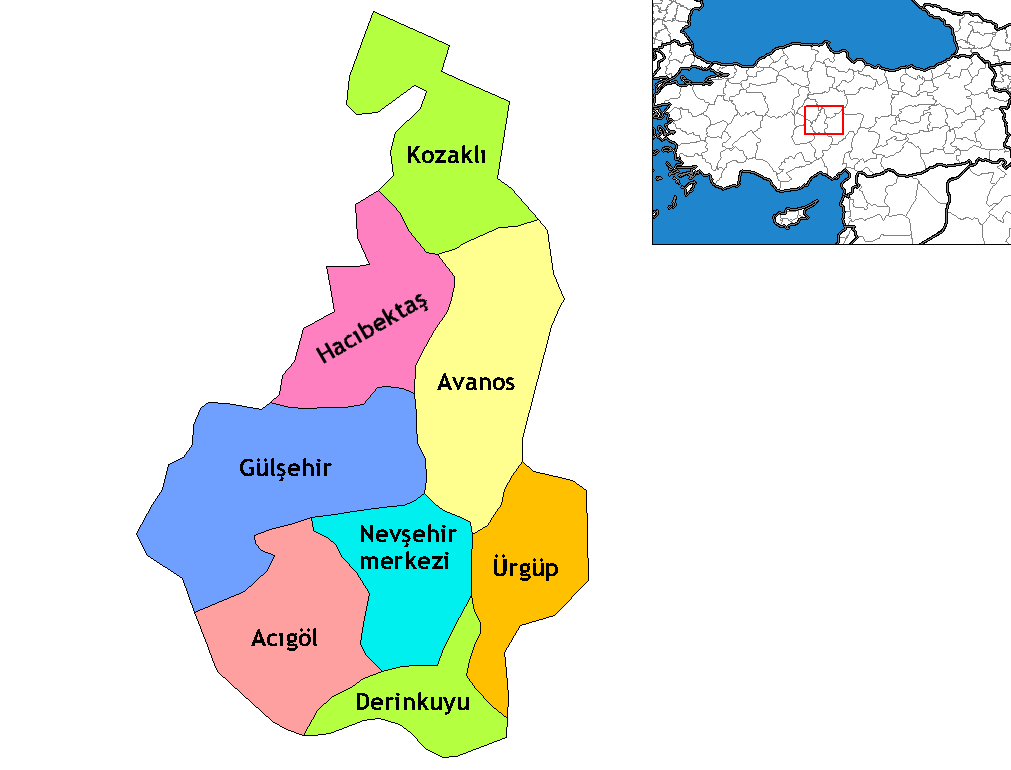
Dystrykty prowincji Nevşehir

Nevşehir (tur. Nevşehir ili) – prowincja w środkowej Turcji i regionie geograficznym Anatolia Środkowa. Największym miastem i siedzibą władz jest Nevşehir.
Od północnego zachodu graniczy z prowincją Kırşehir, od północnego wschodu z prowincją Yozgat, od wschodu i południowego wschodu z prowincją Kayseri, od południa z prowincją Niğde, zaś od zachodu i południowego zachodu z prowincją Aksaray.
W skład prowincji wchodzi 8 dystryktów (ilçeler):
- Acıgöl
- Avanos
- Derinkuyu
- Gülşehir
- Hacıbektaş
- Kozaklı
- Nevşehir
- Ürgüp